# Calle 9 de julio (Tucumán)

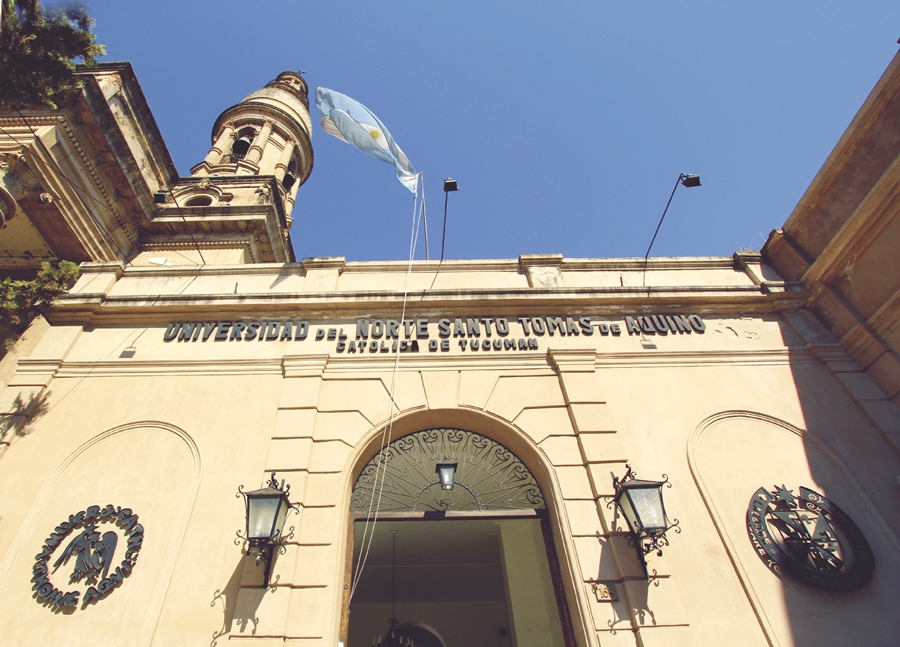
Vista de la sede central de la UNSTA por calle 9 de julio

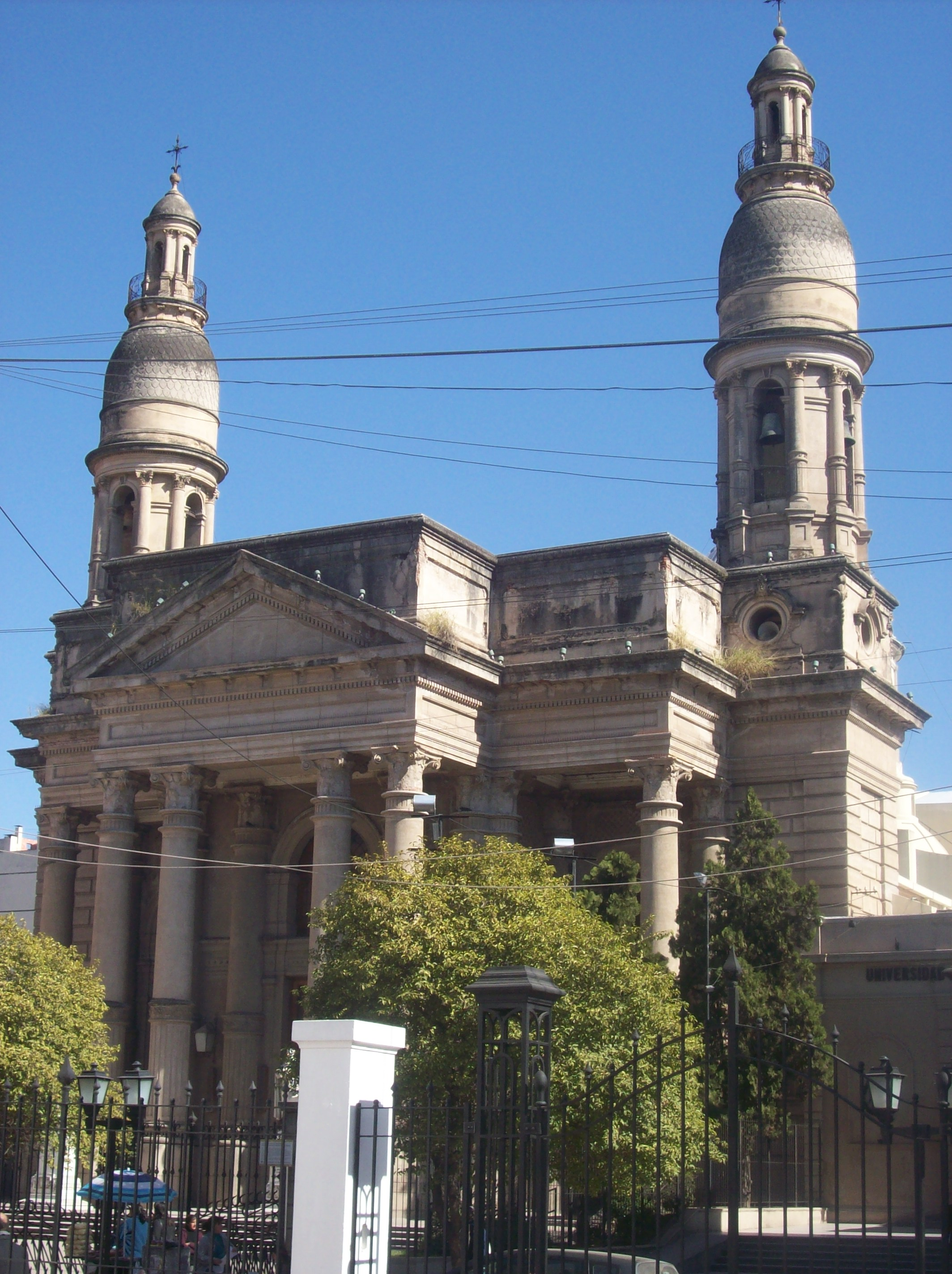
Vista de la Iglesia Santo Domingo desde calle 9 de julio

La Calle 9 de julio es una calle de San Miguel de Tucumán, Tucumán, Argentina. Esta se extiende desde la avenida 24 de septiembre hasta la calle Antonio Ramón Ángel Benejam, siendo semipeatonal desde su inicio hasta calle Las Piedras.

## Historia
La calle 9 de julio fue creada tras el trazado colonial original de la ciudad en 1685, extendiéndose luego por el Ensanche Liberal de 1879. Durante el siglo XX se levantaron diversos edificios públicos y privados sobre esta calle, como el edificio del Banco Provincia de Tucumán (actual Museo Timoteo Navarro), palacio de tribunales, Cine Edison, el edificio de Previsión Social, entre otros.
En 2019 se realizó la semipeatonalización temporal de la arteria vehicular entre 24 de septiembre y San Lorenzo, ampliando el espacio de paso de peatones en 2,5 metros y colocándose bolardos de hormigón y macetones para segregarse de los automóviles. En 2022 se iniciaron las obras para reconstruir cómo semipeatonal este tramo hasta Las Piedras, siendo inaugurada la última etapa el 18 de agosto de 2023. Los trabajos incluyeron el ensanche de las veredas, el reemplazo del pavimento por adoquín y la instalación de mobiliario urbano, luminarias led y árboles de fresnos americanos. Asimismo se construyeron nuevos desagües pluviales y cloacas.

## Sitios de interés
A lo largo de esta calle se desarrollan varios lugares de interés y emblemáticos:
- Museo Timoteo Navarro
- Hotel Premier
- UNSTA
- Teatro de La Paz
- Iglesia Santo Domingo
- Clínica Mayo
- Edificio de previsión social
- Plaza Yrigoyen
- Palacio de Tribunales
- Municipalidad de San Miguel de Tucumán
- Parque El Provincial
- Estadio Independencia de Tucumán